# آرشي روبرتس (لاعب كرة قدم أسترالية)
آرشي روبرتس (بالإنجليزية: Archie Roberts)‏ هو لاعب كرة قدم أسترالية أسترالي، ولد في 16 يوليو 1910 في Burnley, Victoria ‏ في أستراليا، وتوفي في 6 يونيو 1945 في Battle of Ambon ‏.

## وصلات خارجية
- آرشي روبرتس على موقع AustralianFootball.com (الإنجليزية)
- آرشي روبرتس على موقع AFLtables.com (الإنجليزية)